# Галлахер, Сэм
Сэ́мюэл Джеймс Га́ллахер (англ. Samuel James Gallagher; родился 15 сентября 1995, Кредитон, Девон) — английский футболист, нападающий клуба «Сток Сити». Воспитанник академии клуба «Плимут Аргайл».

## Клубная карьера

### «Саутгемптон»
Сэм Галлахер начал карьеру в академии клуба «Плимут Аргайл». В апреле 2012 года он перешёл в «Саутгемптон», хотя интерес к нему проявляли также «Эвертон» и «Ньюкасл Юнайтед». 6 ноября 2013 года Галлахер дебютировал за «святых» в матче Кубка Футбольной лиги против «Сандерленда», выйдя на замену Гастону Рамиресу на 79-й минуте.
10 декабря 2013 года Сэм сделал «хет-трик» в матче Молодёжного кубка Англии против «Портсмута». 25 января 2014 года он забил свой первый гол за основной состав «Саутгемптона» в матче Кубка Англии против «Йовил Таун». 28 января 2014 года Галлахер дебютировал в стартовом составе «святых» в Премьер-лиге в матче против «Арсенала».
15 марта 2014 года Галлахер забил свой первый гол в Премьер-лиге в матче против «Норвич Сити». 10 мая 2014 года «святые» предложили ему долгосрочный контракт до лета 2018 года.
После успешной аренды в «Блэкберн Роверс» Галлахер подписал новый улучшенный четырёхлетний контракт с «Саутгемптоном» 1 июля 2017 года.

#### «Милтон Кинс Донс» (аренда)
29 июля Галлахер присоединился к участнику Чемпионшипа «Милтон-Кинс Донс» на правах сезонной аренды. Нападающий дебютировал за «МК Донс» 8 августа в победном матче (4:1) против «Ротерем Юнайтед».
Не сумев забить в 15 матчах подряд, был отозван «Саутгемптоном» 6 января 2016 года.

#### «Блэкберн Роверс» (аренда)
11 августа 2016 года Галлахер присоединился к «Блэкберн Роверс» в рамках долгосрочной арендной сделки. Свой первый гол за «Блэкберн» забил 20 августа в ничейном матче против «Бёртон Альбион» (2:2). 20 октября менеджер «бродяг» Оуэн Койл выразил желание подписать Галлахера на постоянной основе, после того как тот забил пять мячей в девяти стартовых матчах. Он завершил сезон с 12 голами в 47 играх, а «Блэкберн» вылетел в Лигу Один.

#### «Бирмингем Сити» (аренда)
21 августа 2017 года Галлахер присоединился к другому клубу Чемпионшипа – «Бирмингем Сити». Будучи одним из 13 новичков в команде, чей менеджер Гарри Реднапп был уволен спустя несколько недель, Галлахер стартовал не слишком удачно. Он дебютировал 26 августа, играя на позиции центрального форварда, а «Бирмингем» на своём поле уступил «Редингу» (2:0).
Его первый гол пришёлся в ворота «Халл Сити», когда «тигры» разгромили «Бирмингем» со счётом 6:1.

### «Блэкберн Роверс»
13 июля 2019 года перешёл в «Блэкберн Роверс», подписав четырёхлетний контракт.
Под руководством менеджера Тони Моубрея, который покинул клуб в июне 2022 года, Галлахер часто играл на флангах вместо своей основной позиции центрального нападающего. В общей сложно в качестве флангового игрока он провёл 3469 минут из 7429 минут на поле. Решение сыграть с Галлахером на фланге вызвало разочарование среди некоторых болельщиков «Блэкберна».

## Карьера в сборной
В 2013 году Галлахер сыграл несколько матчей за сборную Шотландии до 19 лет. Но уже в феврале 2014 года он принял решение о выступлении за сборную Англии. 5 марта 2014 года дебютировал в составе сборной Англии до 19 лет в матче против сборной Турции.

## Статистика выступлений
| Клуб                      | Сезон            | Лига             | Лига | Лига | Кубок Англии | Кубок Англии | Кубок Лиги | Кубок Лиги | Прочие | Прочие | Итого | Итого |
| Клуб                      | Сезон            | Дивизион         | Игры | Голы | Игры         | Голы         | Игры       | Голы       | Игры   | Голы   | Игры  | Голы  |
| ------------------------- | ---------------- | ---------------- | ---- | ---- | ------------ | ------------ | ---------- | ---------- | ------ | ------ | ----- | ----- |
| Саутгемптон               | 2013-14          | Премьер-лига     | 18   | 1    | 1            | 1            | 1          | 0          | —      | —      | 20    | 2     |
| Саутгемптон               | 2014-15          | Премьер-лига     | 0    | 0    | 0            | 0            | 0          | 0          | —      | —      | 0     | 0     |
| Саутгемптон               | 2018-19          | Премьер-лига     | 4    | 0    | 1            | 0            | 1          | 0          | —      | —      | 6     | 0     |
| Саутгемптон               | Итого            | Итого            | 22   | 1    | 2            | 1            | 2          | 0          | —      | —      | 26    | 2     |
| Милтон-Кинс Донс (аренда) | 2015-16          | Чемпионшип       | 13   | 0    | 0            | 0            | 2          | 0          | —      | —      | 15    | 0     |
| Блэкберн Роверс (аренда)  | 2016-17          | Чемпионшип       | 43   | 11   | 2            | 1            | 2          | 0          | —      | —      | 47    | 12    |
| Бирмингем Сити (аренда)   | 2017-18          | Чемпионшип       | 33   | 6    | 1            | 1            | 0          | 0          | —      | —      | 34    | 7     |
| Блэкберн Роверс           | 2019-20          | Чемпионшип       | 42   | 6    | 1            | 0            | 1          | 1          | —      | —      | 44    | 7     |
| Блэкберн Роверс           | 2020-21          | Чемпионшип       | 39   | 8    | 0            | 0            | 0          | 0          | —      | —      | 39    | 8     |
| Блэкберн Роверс           | 2021-22          | Чемпионшип       | 37   | 9    | 1            | 0            | 1          | 0          | —      | —      | 39    | 9     |
| Блэкберн Роверс           | 2022-23          | Чемпионшип       | 34   | 8    | 4            | 0            | 1          | 0          | —      | —      | 39    | 8     |
| Блэкберн Роверс           | 2023-24          | Чемпионшип       | 24   | 3    | 2            | 1            | 1          | 1          | —      | —      | 27    | 5     |
| Итого                     | Итого            | Итого            | 176  | 34   | 8            | 1            | 4          | 2          | —      | —      | 188   | 37    |
| Итого за карьеру          | Итого за карьеру | Итого за карьеру | 287  | 52   | 13           | 4            | 10         | 2          | —      | —      | 310   | 58    |